# Bisulepin

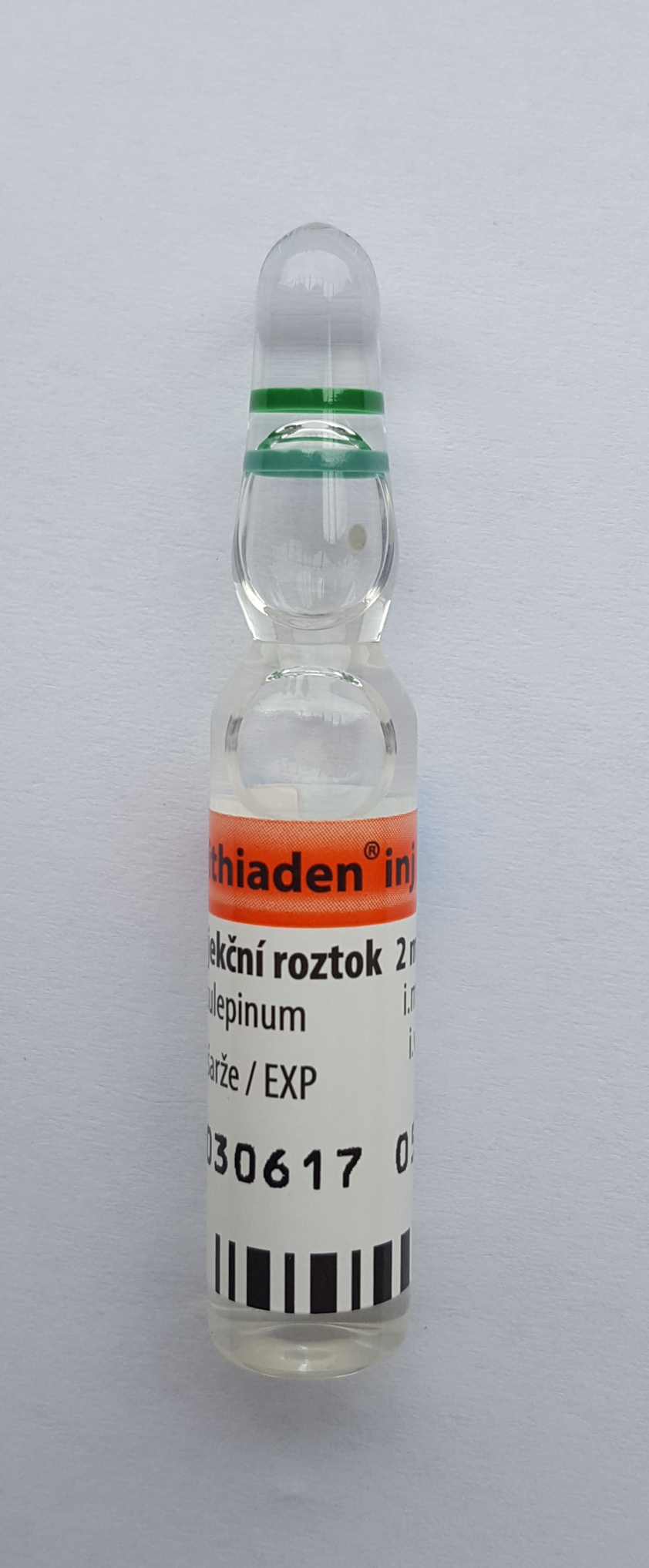
bisulepin 0,5mg/ml v ampuli k iv podání

Bisulepin je silné a relativně selektivní antihistaminikum (H1-antihistaminikum) se sedativními, sympatolytickými a slabými anticholinergními a antiserotonergními účinky. V České republice (kde byl také vyvinut, resp. v Československu), je znám po obchodním názvem Dithiaden ve formě tablet příp. injekce.